# Pik Abaya
Pik Abaya är en bergstopp i Kazakstan. Den ligger i den sydöstra delen av landet, 1 000 km söder om huvudstaden Astana. Toppen på Pik Abaya är 3 434 meter över havet, eller 310 meter över den omgivande terrängen. Bredden vid basen är 3,4 km.
Terrängen runt Pik Abaya är mycket bergig. Runt Pik Abaya är det glesbefolkat, med 17 invånare per kvadratkilometer. Närmaste större samhälle är Gornyy Sadovod, 10,2 km norr om Pik Abaya. Trakten runt Pik Abaya består i huvudsak av gräsmarker.